# 下窑街道
下窑街道，是中华人民共和国甘肃省兰州市红古区下辖的一个乡镇级行政单位。

## 行政区划
下窑街道下辖以下地区：
跃进社区、新跃社区、二坪台社区和沙窝社区。